# Wellandkanalen

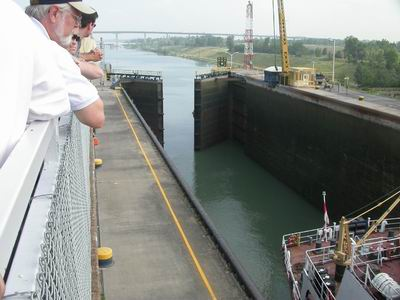
Wellandkanalen 13 augusti 2003.

Wellandkanalen (Welland Canal) är en vattenkanal i Ontario i Kanada med en längd av 43,4 km från Port Colborne vid Eriesjön till Port Weller vid Ontariosjön. Genom denna kanal kan fartyg på Stora sjösystemet undvika Niagarafallen. Varje år fraktas 40 miljoner ton gods genom kanalen. Den förser även vissa industrier längs den med vatten och elektricitet.
Höjdskillnaden i kanalen är 99,5 m, vilket är möjligt genom ett sluss-system; det finns åtta slussar längs sträckan. Kanalen är 9 m djup.
Dagens Wellandkanal, den fjärde i ordningen, byggdes mellan 1913 och 1932. Den första kanalen, byggd av William Ferritt, var färdig 1833. Konstruktionen var dock bristfällig och man hade stora problem, den blev aldrig lönsam. Den köptes senare av Övre Kanada, men de förluster som Wellandkanalen och Cornwallkanalen orsakade ledde till att Övre Kanada gick i konkurs. Efter detta tillkom 1840 Act of Union, i vilken beslutades att Övre Kanada och Nedre Kanada skulle slås ihop till ett land, Kanada, med ett enda parlament.